# Reino Árabe da Síria
O Reino Árabe da Síria (Árabe: المملكة العربية السورية, al-Mamlakah al-'Arabīyah as-Sūrīyah) era um estado autoproclamado e não reconhecido que existiu apenas por pouco mais de quatro meses, de 8 de Março a 24 de Julho de 1920. É considerado pelos nacionalistas Árabes como o segundo estado Árabe moderno depois do Reino de Hejaz. Durante sua breve existência, o reino foi liderado pelo filho do Xarife Hussein bin Ali, Faiçal bin Hussein. Apesar de suas reivindicações ao território da Grande Síria, o governo de Faiçal controlava uma área limitada e dependia da Grã-Bretanha que, junto com a França, geralmente se opunha à ideia de uma Grande Síria e se recusava a reconhecer o reino. O reino rendeu-se às forças Francesas em 24 de Julho de 1920.

## Fundações
A Revolta Árabe e a Correspondência Hussein-McMahon são fatores cruciais nas fundações do Reino Árabe da Síria. Na Correspondência McMahon-Hussein, as promessas de um Reino Árabe foram feitas pelos britânicos em troca de uma revolta Árabe contra os Otomanos.:209–215 Enquanto as promessas de independência estavam a ser feitas pelos britânicos, acordos separados estavam a ser feitos, incluindo o Acordo Sykes-Picot com os Franceses. Por fim, a implementação do Acordo Sykes-Picot levaria ao enfraquecimento e destruição do Reino Árabe da Síria. Apesar do significado da Revolta Árabe para os países árabes modernos formados em seu rastro, na época havia significativa desconfiança e até mesmo oposição à ideia de um Reino Árabe ou uma série de Reinos Árabes.
Isso se deve em parte à forte influência dos Franceses e Britânicos em compelir a revolta e o estabelecimento do que é considerado pelos padrões modernos estados fantoches.:185–191 Os críticos afirmam que esse envolvimento de poderes estrangeiros na entrega de grandes somas de dinheiro e apoio militar para estabelecer um império que seria liderado por aspirantes imperiais, em vez de nacionalistas Árabes legítimos, é a principal causa da falta de duração da maioria dos primeiros reinos Hachemitas (Reino do Hejaz e Reino do Iraque). Os críticos prosseguem afirmando que era um anátema para muitos Árabes que a família do Xarife de Meca, os Hashemitas, pudesse tomar o controle do sultão Otomano, com quem sua lealdade havia permanecido por séculos.:187

## Governo Constitucional Árabe
Perto do final da Primeira Guerra Mundial, a Força Expedicionária Egípcia Britânica sob o comando de Edmund Allenby capturou Damasco em 30 de Setembro de 1918. Pouco depois, em 3 de Outubro, Faiçal entrou na cidade.:30  O júbilo seria de curta duração, pois Faiçal logo ficaria ciente do acordo Sykes-Picot. Faiçal chegou a esperar um reino Árabe independente em nome de seu pai, mas logo foi informado da divisão do território e como a Síria caiu sob o poder protetor francês. Faiçal obviamente não apreciou essa traição dos Britânicos, mas encontrou a certeza de que o acordo seria trabalhado em uma data posterior, quando a guerra terminasse. Ele provavelmente esperava que, nessa altura, os Britânicos tivessem mudado o seu apoio às pretensões francesas na Síria.
Em 5 de Outubro, com a permissão do General Allenby, Faiçal anunciou o estabelecimento de um governo constitucional Árabe totalmente independente.:34 Faiçal anunciou que seria um governo árabe baseado na justiça e igualdade para todos os árabes, independentemente da religião. Para grande desgosto do Primeiro-Ministro Francês, Georges Clemenceau, o estabelecimento de um estado Árabe semi-independente sem reconhecimento internacional e sob os auspícios dos Britânicos era desconcertante. Mesmo as garantias de Allenby de que todas as ações tomadas eram provisórias não diminuíram as tensões entre Britânicos, Franceses e Árabes. Para os nacionalistas Árabes e muitos dos Árabes que lutaram na Revolta Árabe, foi a realização de um longo e difícil objetivo.

## Determinando o status

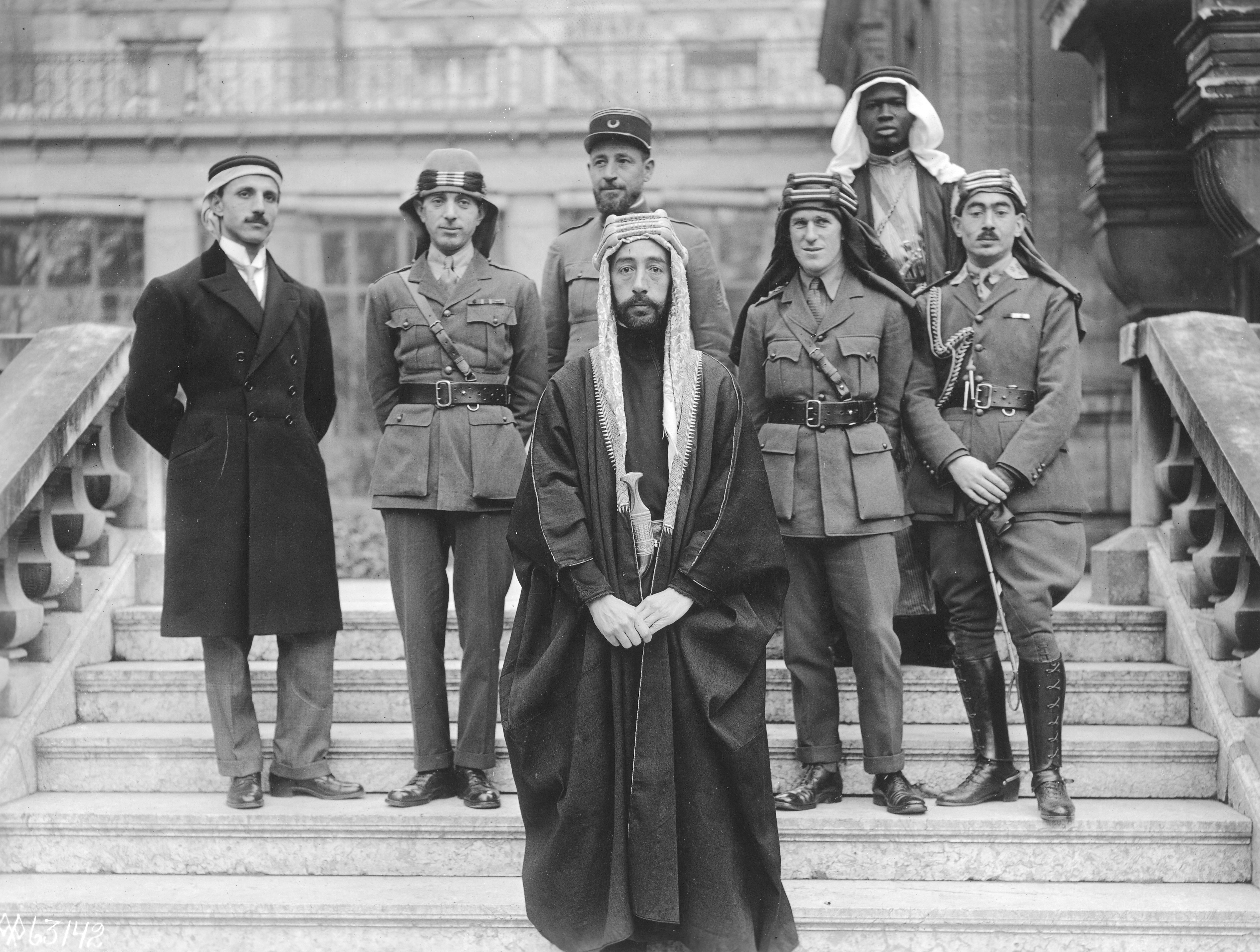
Faiçal com T. E. Lawrence e a delegação Hejazi na Conferência de Paz de Paris de 1919

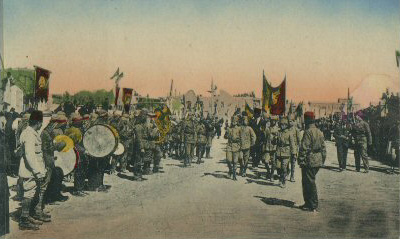
Proclamação de Faiçal I como Rei da Síria em 1920.

Depois da guerra, na Conferência de Paz de Paris de 1919, Faiçal pressionou pela independência Árabe. Na Conferência, os Aliados vitoriosos decidiram o que viria a ser das nações derrotadas das Potências Centrais, especialmente quem controlaria seus territórios, como as possessões do Oriente Médio do Império Otomano. O status das terras Árabes no Oriente Médio foi objeto de intensas negociações entre Franceses e Britânicos. Em Maio de 1919, os Primeiros-Ministros Franceses e Britânicos reuniram-se em Quai d'Orsay para decidir entre eles as suas respectivas reivindicações de territórios ou esferas de influência no Oriente Médio. A reunião decidiu que, em troca de uma garantia Britânica de um controle Francês na Síria, os britânicos receberiam um mandato sobre Mosul e Palestina.
Mais ou menos na mesma época, um compromisso Americano resultou em um acordo para estabelecer uma comissão para determinar os desejos dos habitantes. Embora inicialmente apoiassem a ideia, a Grã-Bretanha e a França acabaram por deixar a Comissão King-Crane de 1919 exclusivamente Americana.:268 As conclusões da comissão, não publicadas até 1922 após a votação dos mandatos na Liga de Nações, indicaram forte apoio Árabe a um estado Árabe independente e oposição a uma presença Francesa.

## Criação

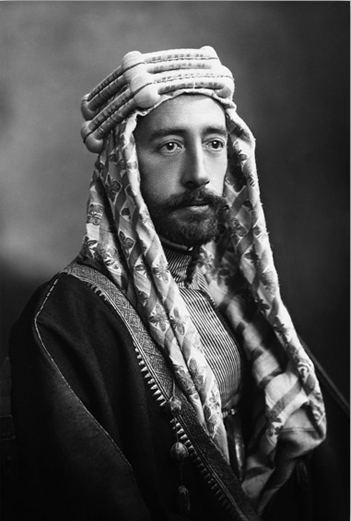
Emir Faiçal

Royal Standard do Rei da Síria

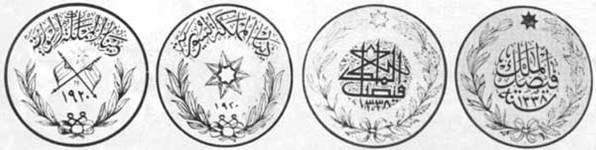
Moeda do Reino Arábe

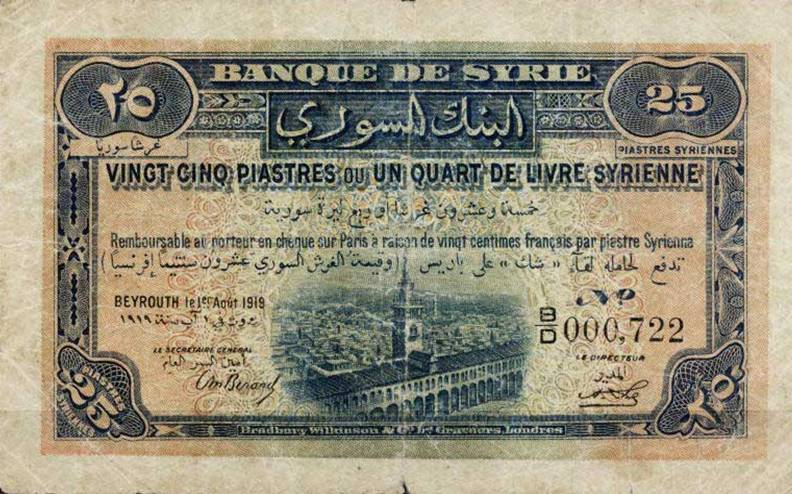
Nota de um quarto de libra síria emitida em Beirute pelo Banco da Síria em 1919. O Banco da Síria foi depois renomeado para Banco da Síria e Grande Líbano e continuou a emitir moeda para a Síria e o Líbano até a década de 1950.

Esses eventos na Europa levaram as sociedades nacionalistas sírias, como al-Fatat (a Sociedade Árabe Jovem), a se prepararem para um congresso nacional. Essas sociedades nacionalistas Sírias defendiam a completa independência de um Reino Árabe que unisse os árabes sob o comando de Faiçal. A Comissão King-Crane encorajou os esforços para unificar e eleições precipitadas foram convocadas, incluindo representantes de todas as terras Árabes, incluindo a Palestina e o Líbano, embora as autoridades francesas tenham impedido a chegada de muitos dos seus representantes. A primeira sessão oficial do Congresso da Síria foi realizada em 3 de Junho de 1919 e o membro da al-Fatat Hashim al-Atassi foi eleito seu presidente.:17
Quando a Comissão King-Crane chegou a Damasco em 25 de Junho de 1919, foi recebida com uma enxurrada de panfletos dizendo "Independência ou Morte". Em 2 de Julho, o Congresso Sírio aprovou uma série de resoluções pedindo uma monarquia constitucional completamente independente com Faiçal como rei, pedindo a ajuda dos Estados Unidos e rejeitando quaisquer direitos reivindicados pelos Franceses.:19 Qualquer esperança que Faiçal possa ter tido de que os britânicos ou americanos teriam vindo em sua ajuda e contrariado os movimentos franceses se desvaneceu rapidamente, especialmente depois do acordo Anglo-Francês para a retirada das tropas Britânicas da Síria e do fim do governo militar Britânico na Síria.
Em Janeiro de 1920, Faiçal foi forçado a entrar em acordo com a França, que estipulava que a França apoiaria a existência do Estado sírio e não estacionaria tropas na Síria enquanto o governo Francês continuasse sendo o único governo a fornecer assessores, conselheiros e especialistas técnicos.:167 A notícia deste compromisso não agradou aos defensores veementemente anti-Franceses e independentes que imediatamente pressionaram Faiçal a reverter o seu compromisso, o que ele fez. No rescaldo desta inversão, ocorreram violentos ataques contra forças Francesas e o Congresso sírio reuniu-se em Março de 1920 para declarar Faiçal o rei da Síria, bem como para estabelecer oficialmente o Reino Árabe da Síria com Hashim al-Atassi como primeiro-ministro e Yusuf al-'Azma como Ministro da Guerra e Chefe do Estado Maior.
Essa ação unilateral foi imediatamente repudiada pelos Britânicos e Franceses e a Conferência de San Remo foi convocada pelas Forças Aliadas em Abril de 1920 para finalizar a alocação dos mandatos da Liga das Nações no Oriente Médio. Isso foi, por sua vez, repudiado por Faiçal e seus apoiantes. Depois de meses de instabilidade e fracasso em cumprir as promessas aos Franceses, o comandante das forças francesas, General Henri Gouraud, deu um ultimato ao Rei Faiçal em 14 de Julho de 1920, declarando que ele se renderia ou lutaria.:215

## Dissolução

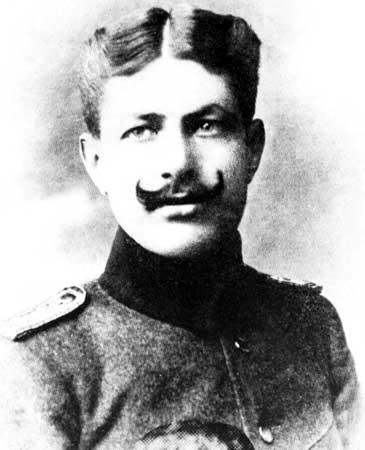
O General Yusuf al-Azma

Preocupado com os resultados de uma longa luta sangrenta com os Franceses, o Rei Faiçal rendeu-se. No entanto, Yusuf al-'Azma, o ministro da defesa, ignorou a ordem do rei e liderou um pequeno exército para confrontar o avanço francês na Síria. Esse exército dependia principalmente de armas individuais e nada podia fazer contra a artilharia Francesa. Na Batalha de Maysalun, o exército Sírio foi facilmente derrotado pelos Franceses, com o General al-'Azma a ser morto durante a batalha. A perda levou ao cerco e captura de Damasco em 24 de Julho de 1920 e o Mandato Francês para a Síria e o Líbano foi posto em prática posteriormente.

## Legado
Após se render às forças Francesas, Faiçal foi expulso da Síria e foi morar no Reino Unido em Agosto de 1920. Em Agosto de 1921, ele recebeu a coroa do Iraque sob o Mandato Britânico do Iraque.
Um governo pró-Francês sob a liderança de 'Alaa al-Din al-Darubi foi instalado um dia após a queda de Damasco, em 25 de Julho de 1920.:37 Em 1 de Setembro de 1920, o General Gouraud dividiu o território do mandato Francês da Síria em vários estados menores como parte de um esquema Francês para tornar a Síria mais fácil de controlar.
O Reino, através de sua existência curta e tumultuada, seria um motivo de grande inspiração para movimentos posteriores de libertação Árabes. Seria a história muitas vezes repetida de um povo árabe saindo da sua ligação colonial apenas para ser castigado pelo seu fervor revolucionário e pela sua resistência aos poderes imperiais. O simbolismo da queda do Reino da Síria também transmitiu uma profunda desconfiança para com as potências Europeias, que eram vistas como mentirosas e opressoras.

## Galeria

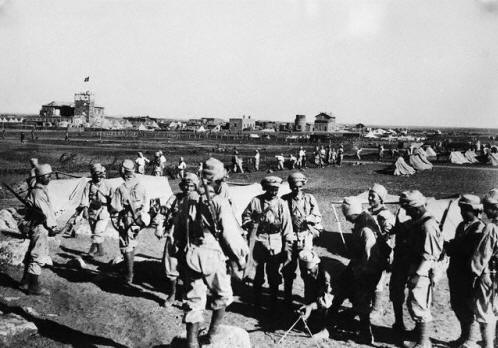
Tropas do Reino da Síria em Maysalun
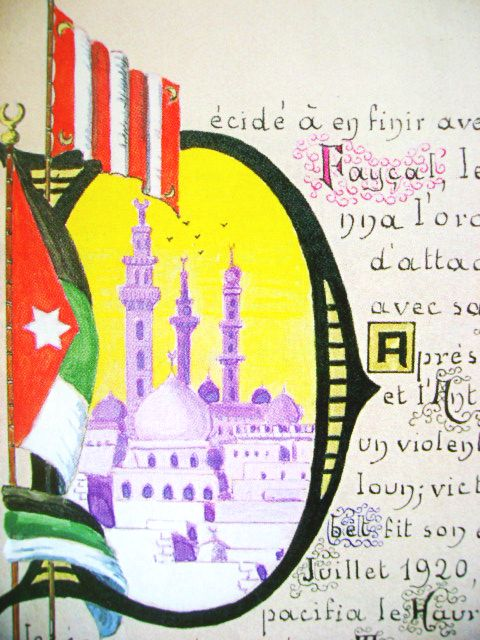
Desenho francês celebrando a captura de Damasco em 1920